# Tanztheater International
Das Tanztheater International (eigene Schreibweise TANZtheater INTERNATIONAL) war ein internationales Festival für internationalen zeitgenössischen Tanz, das jährlich in Hannover stattfand und 2022 seine letzte Ausgabe präsentierte. Seit 1985 zeigte das Festival über einen Zeitraum von zehn bis elf Tagen Anfang September aktuelle Tanzproduktionen an unterschiedlichen Spielorten in Hannover. Das Bühnenprogramm wurde zum Teil ergänzt durch Publikumsgespräche und weitere themenbezogene Veranstaltungen.

## Inhalte
Das Programmkonzept beinhaltete das Vorstellen aktueller Positionen internationaler Choreografen, die mit ihren Kompanien nach Hannover eingeladen wurden. Bekannte Gruppen wie auch weniger bekannte Ensembles präsentierten nebeneinander ihre Arbeiten, die vom Solo bis hin zum Gruppenstück verschiedene künstlerische Formate haben konnten.
Ausgewählte Gruppen wurden über einen Zeitraum von mehreren Jahren kontinuierlich eingeladen, um dem Publikum vor Ort Einblick in künstlerische Entwicklungen, unterschiedliche Themen und choreografische Handschriften zu geben. Zu diesen Gruppen gehörten u. a.:
- Gintersdorfer/Klaßen
- Helena Waldmann
- Jan Lauwers & Needcompany
- Jo Fabian / Department
- Kenneth Kvarnström & Co.
- L'A. / Rachid Ouramdane
- VA Wölfl / Neuer Tanz

Diese Begleitung der Arbeit von Choreografinnen und Choreografen war Bestandteil des Festivalkonzeptes, das seit 2001 auf übergeordnete Themenschwerpunkte verzichtete. Stattdessen ging Tanztheater International unterschiedlichen gesellschafts- und tanzgeschichtlich relevanten Teilaspekten im Rahmen des Gesamtfestivals nach.

## Festivalleitung
Die künstlerische Leitung wie auch die Festivalleitung lagen seit Ende der 1980er Jahre in den Händen von Christiane Winter, die auch Jurymitglied bei der Tanzplattform Deutschland 2004 und 2008 und beim Internationalen Movimentos Tanzpreis 2009 war sowie beim Internationalen Choreografenwettbewerb der Ballettgesellschaft Hannover ist. Sie ist Trägerin des Stadtkulturpreises 2008 des Freundeskreises Hannover. 2010 wurde Christiane Winter die zweithöchste Auszeichnung der Landeshauptstadt Hannover, die Stadtplakette, verliehen.
Von 2015 bis 2020 war Winter Beiratsmitglied für den Bereich Theater und Tanz des Goethe-Instituts. Im 2015 wurde Christiane Winter mit dem Verdienstkreuz am Bande des Verdienstordens der Bundesrepublik Deutschland für ihr Engagement für den zeitgenössischen Tanz ausgezeichnet.

## Geschichte
1985 fand das heutige Festival Tanztheater International erstmals statt. Damit gehörte es bundesweit zu den ältesten Festivals des Genres und hatte einen festen Platz in der bundesweiten Kulturlandschaft eingenommen. Der Festivalname lautete anfangs „Theater Fünfundachtzig“. Ab dem zweiten Festivaljahr verlagerte sich der Fokus jedoch immer mehr auf den Bereich internationaler zeitgenössischer Tanz, so dass der Titel nach Zwischentiteln (Tanz und Theater International) letztlich in den zuletzt genutzten Namen geändert wurde.
1997 wurde das Festival mit Blick auf das Jahr 2000 als Kooperationspartner für die  Weltausstellung Expo 2000 in Hannover, ausgewählt und gehörte mit einer 25-tägigen Sonderausgabe mit täglich bis zu zwei Vorstellungen zu den Hauptprojekten des Kultur- und Ereignisprogramms. In diesem Zeitraum wurde eine Zuschauerzahl von 12.000 erreicht. 1999, zur 15. Jubiläumsausgabe, wurde ein Fotobuch mit Impressionen des Festivalfotografen Thomas Ammerpohl veröffentlicht (Titel: „TANZtheater INTERNATIONAL im Fokus von Thomas Ammerpohl“). Im Jahr 2000 wurde Braunschweig als zweiter Festivalstandort mit einbezogen, was bis 2006 beibehalten wurde. 2007 fand die Veranstaltung wieder ausschließlich in Hannover statt.
Das Festival wurde im Jahr 2008 einmalig ausgesetzt, weil der Veranstalter Tanz und Theater e. V. im Februar 2008 in Hannover die Tanzplattform Deutschland 2008 ausrichtete.
Gemeinsam mit dem Ballett der Staatsoper Hannover realisierte Tanztheater International 2012 erstmals unter dem Namen „Think Big“ ein Künstlerresidenzprogramm für junge Choreografinnen und Choreografen. Dieses wurde durch die Förderung der Stiftung Niedersachsen, der Stiftung Kulturregion Hannover und des Kulturbüros der Landeshauptstadt Hannover ermöglicht und wurde bis einschließlich 2016 alljährlich durchgeführt. Nach einer Pause im Jahr 2017 wurde das Projekt 2018 erneut realisiert. Seit 2014 engagiert sich zusätzlich auch die Region Hannover für das Projekt. 2019 und 2020 pausierte „Think Big“  erneut, 2019 aufgrund der personellen Neuaufstellung des Partners Staatsballett Hannover und 2020 aufgrund der Covid-19-Pandemie. 2021 wurde die siebte Ausgabe und 2022 die achte und letzte Ausgabe des Projektes in dieser Form durchgeführt.
Die Choreografinnen und Choreografen erarbeiteten jeweils während der Theater-Sommerpause mit einem eigens hierfür ausgesuchten bis zu zehnköpfigen Projekt-Ensemble in den Probenräumen des Staatsballetts Hannover drei kurze Ensemblechoreografien, die im Rahmen von Tanztheater International zur Uraufführung kamen.
Im Jahr 2015 konnte vom 3. bis zum 13. September in Hannover die 30. Festivalausgabe präsentiert werden, die mit einer Auslastung von 92 % schloss. Spielorte des Festivals 2015 waren die Orangerie Herrenhausen, das Schauspielhaus und der Ballhof Zwei des Niedersächsischen Staatstheaters Hannover sowie die Hochschule für Musik, Theater und Medien Hannover.
Aufgrund der Covid-19-Pandemie fand die 35. Ausgabe des Festivals Tanztheater International im Jahr 2020 nicht in gewohnter Form statt, sondern am vom 12. bis 14. September 2020 als kleinere Hannover Edition mit lokalen Choreografinnen und Choreografen in der Orangerie Herrenhausen. Die 36. Ausgabe des Festivals zeigte vom 1. bis zum 11. September 2021 wieder Tanzkompanien aus dem In- und Ausland in den Herrenhäuser Gärten, in der Orangerie Herrenhausen, im Schauspielhaus und im Ballhof Eins in Hannover. Die 37. Ausgabe des Festivals Tanztheater International präsentierte dann vom 1. bis zum 11. September 2022 noch einmal Kompanien aus dem internationalen zeitgenössischen Tanzbereich in der Orangerie Herrenhausen, im Schauspielhaus, im Ballhof Eins und in der Hochschule für Musik, Theater und Medien Hannover. Nach dieser letzten Festivalausgabe stellte der Trägerverein Tanz und Theater e. V. die von ihm konzeptionierte Veranstaltungsreihe ein.

## Orte
Tanztheater International verfügte nicht über einen eigenen Spielort. Regelmäßige feste Hauptgastspielorte des Festivals waren die Orangerie Herrenhausen im Großen Garten in Herrenhausen, die Hochschule für Musik, Theater und Medien Hannover sowie verschiedene Bühnen des Niedersächsischen Staatstheaters Hannover.
Es fanden aber auch Festivalvorstellungen im Künstlerhaus Hannover, im Sprengel Museum Hannover, im Theater am Aegi, im Hannover Congress Centrum, in der Theaterwerkstatt Hannover, im Studiotheater EXPO-Plaza, im Kulturzentrum Pavillon und an verschiedenen Spielstätten in Braunschweig statt.

## Träger
Die ersten Jahre fanden in freier Trägerschaft statt. Träger des Festivals war danach der 1988 gegründete Verein Tanz und Theater e. V. Zu seinen Zielen gehört die Förderung des kulturellen Austausches nationaler und internationaler freier Tanz und Theatergruppen.
Der Verein engagierte sich hauptsächlich durch die Präsentation verschiedener aktueller Tanzproduktionen für die Sparte zeitgenössischer Tanz, anfangs auch Theater. Das Festival wurde lange in Zusammenarbeit mit der Landeshauptstadt Hannover gezeigt und verfügte über Auslastungszahlen von durchschnittlich mehr als 90 %.
2006 entschied sich die Veranstaltergemeinschaft der biennal in unterschiedlichen Städten stattfindenden Tanzplattform Deutschland (bestehend aus sich bundesweit für den Tanz engagierenden Veranstaltern und Institutionen), die Ausrichtung der 8. Ausgabe der Tanzplattform Deutschland in die Hände des Tanz und Theater e. V. zu legen. Sie wurde 2008 mit zehn Produktionen in 22 Vorstellungen präsentiert, die von über 450 internationalen Fachbesuchern besucht wurde.
Nach der Ausrichtung ging der Tanz und Theater e. V. in die Gemeinschaft der bundesweiten Ko-Veranstalter der Tanzplattform Deutschland ein und gestaltete so dieses wichtige Tanzereignis weiter mit.
Nach abgeschlossener Abwicklung der letzten Festivalausgabe und sämtlicher Vereinsaktivitäten wird der Tanz und Theater e. V. seine Arbeit einstellen und sich 2024 auflösen.

## Finanzierung
Das Festival finanzierte sich aus Fördersummen verschiedener öffentlicher Institutionen sowie aus Eintrittseinnahmen. Der Träger des Festivals verfolgt als gemeinnütziger Verein keine Gewinnabsicht. Alle Mittel flossen in die Realisierung des Festivals. Die Hauptförderer der vergangenen Jahre waren die Landeshauptstadt Hannover/Kulturbüro, die Stiftung Niedersachsen, die Sparkasse Hannover sowie das Niedersächsische Ministerium für Wissenschaft und Kultur. Ende 2021 stellte die Sparkasse Hannover die finanzielle Förderung des Festivals ein.
Gastspiele deutscher Gruppen wurden darüber hinaus auf Antrag zum Teil vom Nationalen Performance Netz unterstützt, internationale Gastspiele wurden von Fall zu Fall individuell von Kulturinstitutionen der jeweiligen Länder gefördert.
Das Festival erhielt keine feste institutionelle Förderung, sondern beantragte die Fördermittel für jede Festivalausgabe neu.

## Bedeutung in der internationalen Tanzszene
Das Tanztheater International zählte zu den Festivals, bei denen sich die internationale Szene in Deutschland präsentierte. Eine weitreichende Präsenz des Festivals in den überregionalen Medien und in der Fachpresse (Ankündigungen des Festivals und Besprechungen einzelner Vorstellungen) konnte zur Bekanntheit des Genres Tanz als zeitgenössische Kunstform beitragen.